# Црква Светог Јована у Затону
Црква Светог Јована Крститеља у Затону на Лиму код Бијелог Поља у Црној Гори, потиче из преднемањићког доба и сматра се да је подигнута у IX или X веку.
У доба Немањића црква је дограђивана, а сматра се да су је уништиле Османлије, крајем XIV века. Њени остаци су тешко оштећени након Другог светског рата, а почетком XXI века је обновљена према пројекту архитекте др Јована Нешковића, који је радио и на обнови цркве Ђурђевих Ступова у Старом Расу.
Црква има основу тролиста, са апсидама које изнутра формирају готово три четвртине круга, а над њиховим спојевима се уздиже мала купола. Источна (олтарска) апсида има мало већи пречник од бочних, унутар којих постоји још по једна веома мала апсида окренута ка североистоку односно југоистоку. На тролисну основу се, на западу, надовезује брод цркве, који је такође имао две веома мале апсиде, смештену на западном зиду, по једна са обе стране улазних врата.
Црква је касније дограђен четвороугаони нартекс на западу, чије су унутрашње димензије 5x5 метара. Последњу фазу у развоју цркве, представљаја подизање звоника, северно и јужно од нартекса.